# دفاع اجتماعي
الدفاع الاجتماعي هو مُصطلح يُستخدم لوصف العمل غير العسكري من جانب مجتمع أو مجموعة اجتماعية، خاصة في سياق حملة متواصلة ضد الهجوم الخارجي أو الحكم الديكتاتوري أو الاستعدادات لمثل هذه الحملة في حالة الهجوم الخارجي أو الإستيلاء. هناك العديد من المرادفات القريبة بما في ذلك «الدفاع غير العنيف»، و«الدفاع المدني»، و«الدفاع المدني» و«الدفاع عن طريق المقاومة المدنية». أياً كان المصطلح المستخدم، ينطوي هذا النهج على الاستعدادات لمجموعة من الإجراءات والتي يمكن تسميتها بشكل مختلف المقاومة بدون عنف والمقاومة المدنية للدفاع الوطني ضد الغزو والانقلاب والتهديدات الأخرى.
وتشمل الكتابات حول هذا المفهوم أعمال تيودور إيبرت (ألمانيا)،  براين مارتن (أستراليا)،  آدم روبرتس (بريطانيا)،  جين شارب (أمريكا)،  هاينز فيتشرا (النمسا)،  وغيرها.

## تطبيق الفكرة على بلدان معينة
ظهرت عدد من الدراسات تبحث عن إمكانية تطبيق فكرة سياسة الدفاع القائمة على المقاومة المدنية على بلدان معينة. في المملكة المتحدة، في عام 1959 أيد القائد السير ستيفن كينغ هول نزع السلاح النووي من جانب واحد من جانب بريطانيا، واقترح بديلاً يحتوي على بعض الاعتماد على القوة التقليدية بالإضافة إلى «نظام دفاعي بدون عنف ضد العنف». في عام 1983، قامت هيئة مستقلة غير حكومية في المملكة المتحدة، وهي لجنة الدفاع البديل، بفحص الفكرة بدقة ورأت إمكانات فيها، لكنها أيدت اعتماد دول الناتو موقفًا من «الردع الدفاعي» أي الردع القائم على عدم الأسلحة النووية والاستراتيجيات، بما في ذلك عنصر الدفاع العسكري في العمق. فيما يتعلق بالسويد، أجرى آدم روبرتس دراسة بتكليف رسمي في عام 1972 والذي نتج إلى: «من غير المرجح أن تكون المقاومة المدنية فعالة في استبدال بعض وظائف القوات المسلحة السويدية على سبيل المثال الدفاع عن الأجزاء التي تحتوي على أعداد قليله من السكان في البلاد. ومع ذلك، قد يكون أفضل وسيلة لمقاومة السيطرة على الأجانب في أنواع معينة من الظروف (مثل الاحتلال الكامل من قبل قوة عظمى، هجوم من قبل دولة ديمقراطية ليبرالية، احتلال بهدف الاستغلال الاقتصادي؛ أو احتلال المناطق الحضرية والمتطورة للغاية.»  منذ نهاية الحرب الباردة، استمرت فكرة الدفاع عن المقاومة المدنية في عدد من البلدان، بما في ذلك دول البلطيق. ومن ناحية أخرى، مع استثناء جزئيًا ومحدودًا من السويد، لم يجذب عمومًا الدعم من الأحزاب السياسية الرئيسية، ولم يتم اعتماده كخطة رئيسية في السياسة الأمنية لأي بلد. في دراسة استقصائية أجريت عام 2009 على العديد من الدراسات حول قابلية المقاومة المدنية للدفاع، يختتم آدم روبرتس بطرح سؤال، ليس حول فائدة المقاومة المدنية عمومًا، ولكن حول قدرتها على أن تكون بديلاً كاملاً للقوة العسكرية.

## استخدامات أخرى للمصطلح
يختلف «الدفاع الاجتماعي» كما هو محدد وملخص هنا عن بعض الاستخدامات الأخرى لهذا المصطلح. على سبيل المثال، في إطار نظام الدفاع الكامل، تستخدم سياسة الدفاع المدني / الأمن القومي لحكومة سنغافورة مصطلح «الدفاع الاجتماعي» كمرادف لسياسات الدمج الاجتماعي.